# Nazionale femminile di football americano dell'Australia
La nazionale di football americano femminile dell'Australia è la selezione maggiore femminile di football americano di Gridiron Australia che rappresenta l'Australia nelle varie competizioni ufficiali o amichevoli riservate a squadre nazionali.

## Risultati
Legenda: Grassetto: Risultato migliore, Corsivo: Mancate partecipazioni

## Dettaglio stagioni

### Tornei

#### Mondiali
| Stagione | regular season | regular season | regular season | regular season | regular season | regular season | playoff | playoff | playoff | playoff | playoff | playoff   | playoff    |
|          | Vin            | Par            | Per            | Tot            | PF             | PS             | Vin     | Per     | Tot     | PF      | PS      | risultato | avversaria |
| -------- | -------------- | -------------- | -------------- | -------------- | -------------- | -------------- | ------- | ------- | ------- | ------- | ------- | --------- | ---------- |
| 2017     | 0              | 0              | 2              | 2              | 16             | 62             | 0       | 1       | 1       | 0       | 35      | Seste     | Finlandia  |
| 2022     | -              | -              | -              | -              | -              | -              | 1       | 2       | 1       | 19      | 67      | Settime   | Svezia     |
| Totale   | 0              | 0              | 2              | 2              | 16             | 62             | 1       | 3       | 4       | 19      | 102     |           |            |

Fonte: americanfootballitalia.com

### Riepilogo partite disputate
| Anno           | Luogo   | Evento   | Fase del torneo          | Incontro              | Risultato |
| 24 giugno 2017 | Langley | Mondiale | Girone                   | Canada - Australia    | 31 - 6    |
| 27 giugno 2017 | Langley | Mondiale | Girone                   | Australia - Messico   | 10 - 31   |
| 30 giugno 2017 | Langley | Mondiale | Finale 5º - 6º posto     | Finlandia - Australia | 35 - 0    |
| 30 luglio 2022 | Vantaa  | Mondiale | Quarti di finale         | Canada - Australia    | 33 - 6    |
| 3 agosto 2022  | Vantaa  | Mondiale | Semifinale 5º - 8º posto | Messico - Australia   | 34 - 6    |
| 7 agosto 2022  | Vantaa  | Mondiale | Finale 7º - 8º posto     | Svezia - Australia    | 0 - 7     |

## Confronti con le altre Nazionali
Questi sono i saldi dell'Australia nei confronti delle Nazionali incontrate.

### Saldo positivo
| Nazionale | Giocate | Vinte | Pareggiate | Perse | PF | PS | Ultima vittoria | Ultimo pari | Ultima sconfitta |
| --------- | ------- | ----- | ---------- | ----- | -- | -- | --------------- | ----------- | ---------------- |
| Svezia    | 1       | 1     | 0          | 0     | 7  | 0  | 2022            | -           | -                |

### Saldo negativo
| Nazionale | Giocate | Vinte | Pareggiate | Perse | PF | PS | Ultima vittoria | Ultimo pari | Ultima sconfitta |
| --------- | ------- | ----- | ---------- | ----- | -- | -- | --------------- | ----------- | ---------------- |
| Finlandia | 1       | 0     | 0          | 1     | 0  | 35 | -               | -           | 2017             |
| Messico   | 2       | 0     | 0          | 2     | 16 | 65 |                 | -           | 2022             |
| Canada    | 2       | 0     | 0          | 2     | 12 | 64 | -               | -           | 2022             |

## Roster storici
| Roster dell'Australia - Mondiale 2022 |
| --- |
| Quarterback - 3 Danielle de Groot - 7 Heather Marini - 87 Isabell Paholek Running Back - 5 Bliss Love - 19 Macey Fegan - 26 Kiara Farrant - 46 Casey Byrne Wide Receiver - 4 Kodie Fuller - 9 Kristy Turner - 10 Delenn Palmer - 24 Grace Murphy - 27 Jordan di Mizio - 84 Michelle Greenwood - 88 Riley Hodgson Offensive Linemen - 50 Hannah Wiles - 52 Katie Outtrim - 64 Keira Boots - 66 Jaslin Oshea - 71 Kirisitiana Osborne - 73 Daniela Stosic - 77 Alex Ahrens - 78 Zowie Day Defensive Linemen - 13 Marissa Hayes - 56 Sarah Stephens - 74 Dayle McMillan - 82 Rhyanna Edbrooke - 92 Brooke Mugridge - 95 Rhiannon Laman Linebacker - 14 Dania Herdman - 22 Rachelle Ware - 25 Danni-Elle Lippiatt-Byrne - 28 Kelly Whitehead - 32 Gilliana Chau - 35 Laura St. Ruth - 49 Kerry Webzell - 51 Emma Dellar - 79 Brandi Clucas Defensive Back - 6 Amanda Godfrey - 8 Rebecca Gordon - 11 Shannon Whale - 12 Yanah Floridis - 15 Brianne Trickey - 17 Xanthe Gray - 20 Shania Huntingford Special Team Roster aggiornato al 19 novembre 2024 Coaching staff HC Kevin Wilson · AHC/RB Darrin Mitchell · OC Matthew Jenkins · DC Andrew Stevens · Coach Sally Wehr · Coach David Larter · Coach Stephan Pulis-Cassar · Coach Len Lawlor · Coach Denise Onte · Coach Noah Sims · Coach Jonathon Clarke |